# Washingtonia filifera
Кончаста вашингтонија или калифорнијска лепезаста палма (Washingtonia filifera) је врста палме која веома високо расте и са својим лепезастим листовима, који лелујају и на најмањем ветру, представља украс многих тропских и медитеранских градова. Отпорна је на нападе црвеног палминог сурлаша, који последњих деценија десеткује засаде палми широм света, а ретко је нападају и други наметници карактеристични за палме.
Род је добио име у част Џорџа Вашингтона, првог председника Сједињених америчких држава.

## Распрострањеност
Пореклом је из Северне Америке, из северозападних области Колорада, јужне Калифорније и западне Аризоне, а гаји се широм света. Често је гајена на Медитерану.

## Изглед
Ова палма може порасти у висину до 30 м, са пречником стабла од 80 цм. Стабло је неразгранато, цилиндричног облика, само при врху мало сужено. Крошњу образују велики листови са дугим и дебелим дршкама. Дебло је делимично прекривено осушеним листовима који, када отпадну, остављају на кори прстенасте пруге.
Листови су веома крупни. Лисна плоча је лепезастог облика, издељена до 1/3 дужине, на 80-90 сегмената. Ободни сегменти дуги око 80 цм, а средишњи и до 150 цм. Са рубова сегмената одвајају се танке, усукане нити. Листови су на петељкама дугим 1-1,5 м, на доњем делу прекривена оштрим, жућкастим бодљама. Млади листови уперени су ка врху, док је код старијих лисна петељка оборена. Током једног вегетационог периода образује се у просеку 13 листова чији је животни век 4 године.
Цветови су ситни, бели и неугледни. Скупљени су у цвасти, метличасте разгранате клипове танких и савитљивих огранака. Плод је једносемена црна коштуница.
Размножава се семеном које прилично споро клија.
- Кора дебла
- Листови
- Лисне петељке
- Цветови

## Станиште
Washingtonia filifera расте у поднебљима са благом климом, мада старије биљке могу поднети и температуре до -8 °C ако нису учестале и не трају дуго. Млађе јединке су осетљивије.

## Употреба
Плод кончасте вашингтоније може се јести сиров, куван или млевен у брашно за колаче. Припадници индијанских племена нарочито су ценили ове плодове током година у којима је владала глад. Користили су и листове за израду обуће, корпи, али и сламнатих кровова.

## Употреба у озелењавању
Washingtonia filifera честа је врста на зеленим површинама медитеранских градова. Посебно је значајна јер је не нападају најопаснији штетници који нападају палме широм света, црвени палмин сурлаш и палмин дрвоточац. Често се саде као дрворед, уз улице и пешачке стазе у парковима.